# 143-й меридіан західної довготи
143-й меридіан західної довготи — лінія довготи, що лежить на 143 градуси західніше Гринвіцького меридіана. Вона проходить від Північного полюса через Північний Льодовитий океан, Північну Америку, Тихий океан, Південний океан та Антарктиду до Південного полюса.
143-й меридіан західної довготи формує велике коло разом із 37-мим меридіаном східної довготи.

## Список географічних об'єктів, що перетинає 143° зх. д.
Починаючи на Північному полюсі та рухаючись до Південного полюса, 143-й меридіан західної довготи проходить через:
| Координати                                                   | Країна, територія або море | Примітки |
| ------------------------------------------------------------ | -------------------------- | --- |
| 90°0′ пн. ш. 143°0′ зх. д. / 90.000° пн. ш. 143.000° зх. д.  | Північний Льодовитий океан | |
| 73°22′ пн. ш. 143°0′ зх. д. / 73.367° пн. ш. 143.000° зх. д. | Море Бофорта               | |
| 70°5′ пн. ш. 143°0′ зх. д. / 70.083° пн. ш. 143.000° зх. д.  | США                        | Аляска |
| 60°5′ пн. ш. 143°0′ зх. д. / 60.083° пн. ш. 143.000° зх. д.  | Тихий океан                | Проходить східніше атола Таенга[en], Французька Полінезія Проходить західніше атола Ніхіру[en], Французька Полінезія Проходить східніше атола Марутеа-Норд[en], Французька Полінезія Проходить східніше атола Реїтору[en], Французька Полінезія Проходить східніше атола Нукутепіпі[en], Французька Полінезія |
| 60°0′ пд. ш. 143°0′ зх. д. / 60.000° пд. ш. 143.000° зх. д.  | Південний океан            | |
| 75°31′ пд. ш. 143°0′ зх. д. / 75.517° пд. ш. 143.000° зх. д. | Антарктида                 | Проходить через Землю Мері Берд, на яку жодна країна не претендує |